# Huawei Symantec
Huawei Symantec Technologies Co. Ltd (chinois : 华为赛门铁克科技有限公司 ; pinyin : huáwéi sàiméntiěkè kējì yǒuxiàn gōngsī) était un développeur, producteur et fournisseur de solutions informatiques pour la sécurité du réseau et de stockage. Il est basé à Chengdu, Chine,. Huawei Symantec est une coentreprise entre Huawei et Symantec. Huawei détenait 51 % de la société, tandis que Symantec possédait 49 % .
John W. Thompson, président et CEO de Symantec était le président de Huawei Symantec. Ren Zhengfei, le fondateur et CEO de Huawei, était le CEO de Symantec Huawei.

## La convergence technologique et la R & D

Huawei Symantec emblème officieux: proposition de valeur

Huawei Symantec est titulaire de plus de 300 brevets dans le stockage et la sécurité réseau, et environ 30 d'entre eux sont devenus des standards technologiques. Les ingénieurs de Huawei Symantec participent à diverses organisations de standardisation, y compris la tenue des postes de président et vice-président . Plus de 50 % des employés sont engagés dans des activités de recherche et développement avec des laboratoires situés à Pékin, Shenzhen, Hangzhou en Chine et en Inde.

## Historique
- 2000 : Huawei a commencé la R&D dans le domaine des technologies de sécurité, Symantec est un fournisseur d'antivirus et de logiciels de sécurité
- 2004 : Huawei a commencé la R&D dans le domaine des technologies de stockage
- 2005 : Symantec acquiert Veritas Software, fabricant de logiciels l'Information Lifecycle Management
- 2007 (mai) : Huawei et Symantec signent un accord pour la création d'une coentreprise en vue de fournir de solutions "end-to-end" dans le domaine de la convergence des réseaux, la sécurité et de stockage et de technologies ordinateur[8]
- 2008 (février) : Etablissement officiel de Huawei Symantec.
- 2012 : Huawei rachète complètement la société en reprenant les 49% de Symantec[9]